# Oscar Fernández Monroy
Óscar Fernández (23 de diciembre de 1987, México, D.F., México) es un futbolista mexicano. Juega de Delantero y su club actual es el Deportivo Sanarate F.C. de la Liga Nacional de Fútbol de Guatemala. Su paso por el futbol profesional fue bastante deficiente, únicamente anotando 3 goles en la Primera división de su país natal.

## Trayectoria
| Club                  | País                | Año             | Partidos | Goles | Media |
| --------------------- | ------------------- | --------------- | -------- | ----- | ----- |
| Altamira F.C.         | México              | 2012 - 2013     | 47       | 15    | 0.32  |
| C.A. Monarcas Morelia | México              | 2014 - 2015     | 40       | 3     | 0.08  |
| Club Necaxa           | México              | 2016            | 26       | 4     | 0.15  |
| Alebrijes de Oaxaca   | México              | 2016            | 20       | 7     | 0.35  |
| Tampico Madero        | México              | 2017 -          |          |       |       |
| Total en su carrera   | Total en su carrera | 2012 - presente | 113      | 22    | 0.19  |

## Palmarés

### Copas nacionales
| Título                   | Club             | País   | Año  |
| ------------------------ | ---------------- | ------ | ---- |
| SuperCopa MX             | Monarcas Morelia | México | 2014 |
| Liga de Ascenso Clausura | Necaxa           | México | 2016 |
| Campeón de Ascenso       | Necaxa           | México | 2016 |